# Signe plus (diacritique)
Cette page contient des caractères spéciaux ou non latins. S’ils s’affichent mal (▯, ?, etc.), consultez la page d’aide Unicode.
Le signe plus souscrit ou signe plus suscrit  est un signe diacritique utilisé dans l’alphabet phonétique international pour indiquer qu’une voyelle ou consonne est plus avancée.
Le caractère Unicode de ◌̟  est 031F. Le caractère Unicode de ◌᫈ est 1AC8. Le caractère Unicode de ◌˖ est 02D6.